# Nyssodectes bispecularis
Nyssodectes bispecularis är en skalbaggsart som först beskrevs av White 1855.  Nyssodectes bispecularis ingår i släktet Nyssodectes och familjen långhorningar. Inga underarter finns listade i Catalogue of Life.